# Josep Lluís Blanco Quevedo
José Luis Blanco Quevedo (Lloret de Mar, 3 de juny de 1975) és un atleta català especialitzat en proves de fons.
La seva especialitat són els 3000 metres obstacles, el 2006 fou subcampió d'Europa als campionats de Göteborg i, el 2008, va participar en els Jocs Olímpics d'estiu de Pequín. El 2010, aconseguí la medalla de bronze en el Campionat d'Europa d'atletisme celebrat a Barcelona en els 3.000 m obstacles, però va ser desqualificat per donar positiu en un control antidopatge per consum d'EPO.
Entre d'altres reconeixements, va ser designat millor atleta català de l'any el 2003 i 2006.

## Palmarès
Campionats de Catalunya
- 1 Campionat de Catalunya en 3.000 m llisos en pista coberta: 2000
- 5 Campionats de Catalunya en 3.000 m obstacles: 2006, 2007, 2008, 2009 i 2010

Campionats d'Espanya
- 1 Campionat d'Espanya de cros: 2006
- 2 Campionats d'Espanya en 3.000 m obstacles: 2009 i 2010

Selecció espanyola
- 1 medalla d'argent als Campionat d'Europa d'atletisme: 2006